# 1627 en science
| Années de la science : 1624 - 1625 - 1626 - 1627 - 1628 - 1629 - 1630    |
| Décennies de la science : 1590 - 1600 - 1610 - 1620 - 1630 - 1640 - 1650 |

Cet article présente les faits marquants de l'année 1627 en science.

## Événements

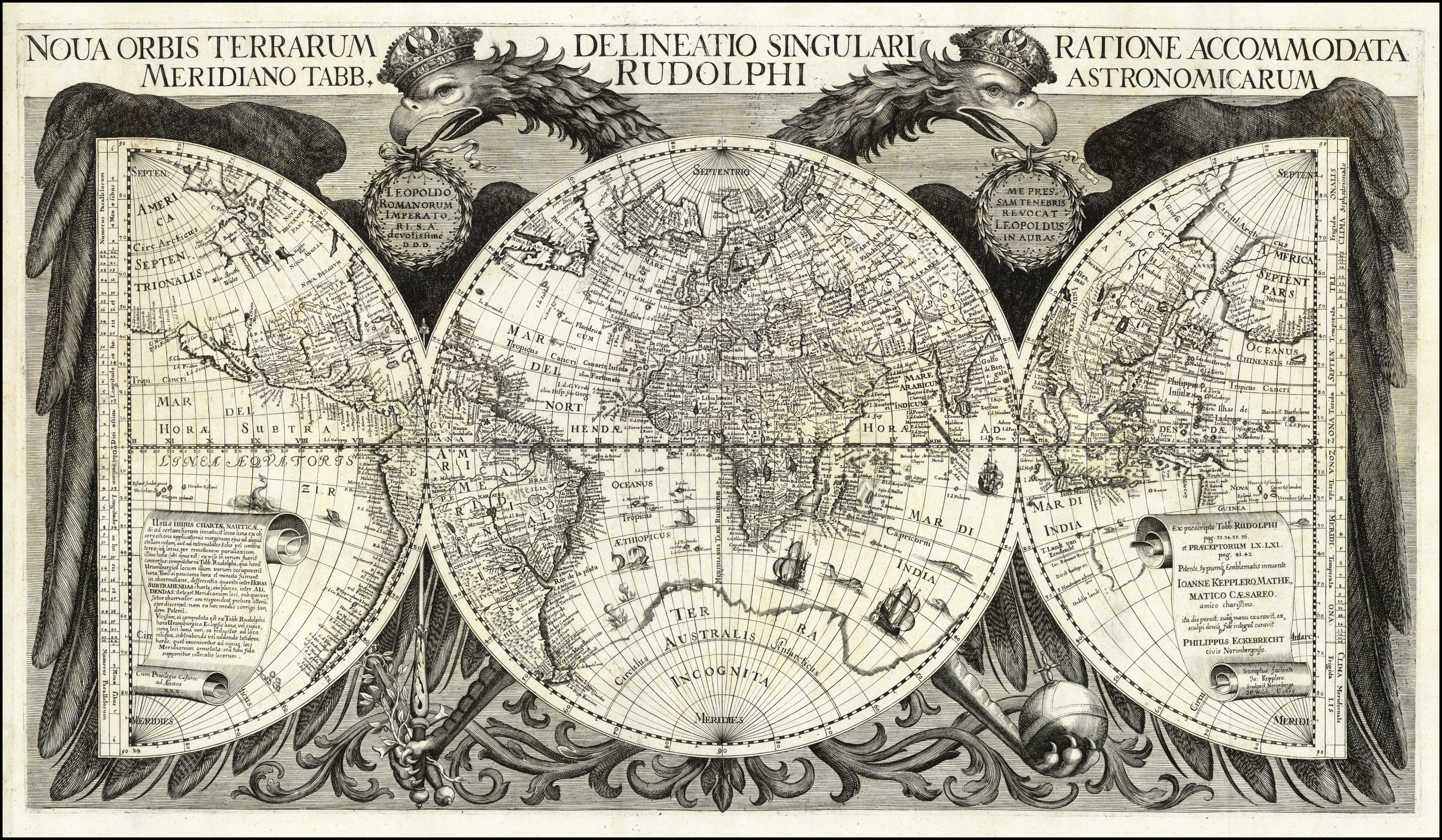
La carte du monde des Tabulae Rudolphinae (Tables rudolphines), de Kepler

- 26 janvier : l'explorateur néerlandais François Thijssen, capitaine du bateau Gulden Zeepaerdt, découvre les côtes de l'Australie dans la région de cap Leeuwin[1].
- Février : Élie Diodati, de retour d'un séjour en Italie, diffuse à Paris les ouvrages de Galilée et certains de ses manuscrits[2].

- La poudre à canon est utilisée pour la première fois à Banská Štiavnica en Slovaquie par l'ingénieur Caspar Weindle pour extraire des minerais souterrains[3].
- Le dernier aurochs sauvage identifié est tué dans la forêt de Jaktorów, en Pologne[4].

## Publications
- Gaspare Aselli : De lactibus sive lacteis venis, 1627, Milan ;
- Jean du Châtelet : Diorismus verœ philosophiœ de materia prima lapidis, Béziers, 1627 ;
- Giovanni Camillo Glorioso : Joannis Camilli Gloriosi Exercitationum mathematicarum decas prima-tertia, in qua continentur varia et theoremata et problemata, commentaires d'Alexander Anderson, Naples, L. Scorigii et S. Roncalioli, 1627 ;
- Johannes Kepler : Tabulae Rudolphinae, tables de positions fondées sur les observations de Tycho Brahe ;
- Samuel Marolois : (fr) Opera mathematica ou œuvres mathématiques traictant de géométrie, perspective, architecture et fortification publiée par Girard (1627) et ses œuvres complètes (1628) [lire en ligne (page consultée le 15 octobre 2010)], numérisation e-rara.ch ;
- Willebrord Snell : Doctrina triangulorum, 1627.

## Naissances

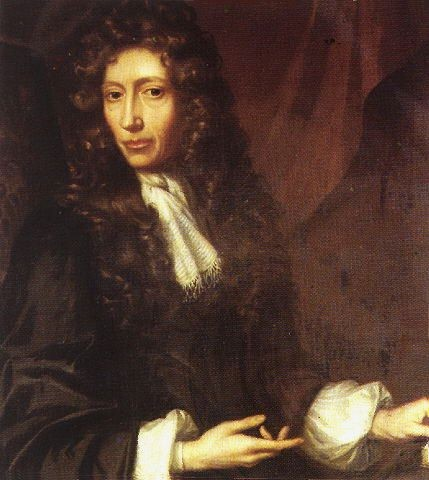
Robert Boyle

- 25 janvier : Robert Boyle (mort en 1691), physicien et chimiste irlandais.
- 4 mai : Giuseppe Francesco Borri (mort en 1695), chimiste (alchimiste) et naturaliste italien.
- 8 août : Joseph Moxon (mort en 1691), hydrographe, éditeur de textes mathématiques et de cartes, fabricant de globes et d'instruments mathématiques anglais.
- 1er novembre[5] : Georg Everhard Rumphius (mort en 1702), marchand, militaire et architecte hollandais célèbre surtout pour ses travaux en histoire naturelle.
- 29 novembre : John Ray (mort en 1705), naturaliste anglais.
- Raymond Restaurand (mort en 1682), médecin français.
- José Zaragoza (mort en 1679), mathématicien et astronome espagnol.
- Vers 1627 : William Ball (mort en 1690), astronome anglais, un des membres fondateurs de la Royal Society.

## Décès
- 20 juillet : Guðbrandur Þorláksson (né en 1541), mathématicien, cartographe et évêque islandais.
- 3 octobre : Jacques Aleaume (né en 1562), mathématicien français.
- 21 octobre : Frederick de Houtman (né en 1571), explorateur néerlandais.
- Julius Schiller (né en 1580), avocat et astronome allemand.
- Avant 1627 :  Samuel Marolois (né en 1572), mathématicien et ingénieur militaire hollandais.